# Hamiskártyások (Caravaggio-kép)
A Hamiskártyások Caravaggio festménye, amely a Fort Worth-i Kimbell Art Museum gyűjteményének része.

## Keletkezése
Caravaggio milánói tanulóévei után, az 1590-es évek elején érkezett Rómába. Hamiskártyások című képe 1595 körül készült, és felkeltette a befolyásos bíboros, Francesco Maria del Monte figyelmét, aki nemcsak megvásárolta a festményt, hanem palotájában szállást biztosított az alkotónak, valamint bemutatta őt magas rangú római egyházi személyeknek.
A kép szereplői a póker elődjét, primerót játszanak. A kompozíció bal oldalán ülő, ártatlan arcú, lapjaiba mélyedő fiatalember a balek, aki nem veszi észre, hogy az idősebbik hamiskártyás belebámul a lapjaiba. A férfi ujjaival jelez másik, ülő társának. Kesztyűje ki van vágva az ujjbegyeknél, hogy felismerje a megjelölt lapokat. A kép jobb oldalán a fiatal hamiskártyás várakozva néz játékpartnere felé, miközben titokban lapokat húz elő a nadrágjából. A képen a pillantások és a mozdulatok interakciója idézi meg a drámát.
A festmény sikere láttán számtalan hasonló témájú kép született Európa-szerte. A Hamiskártyások hátsó oldalán megtalálható az első tulajdonos, Francesco Maria del Monte pecsétje, és a kép szerepel 1627-es hagyatéki listájában is. A 19-20. század fordulóján eltűnt, és csak 1987-ben került elő egy magángyűjteményből.